# 张才 (1969年)
张才（1969年1月—），男，汉族，河北怀安人。中华人民共和国政治人物。1987年7月加入中国共产党，1992年7月参加工作，河北师范学院政教系政教专业毕业，大学学历，法学学士学位。曾任定兴县委副书记（正处级），博野县委副书记、县长、县委书记，邯郸市委常委、组织部部长、统战部部长，市委党校第一副校长、邯郸冀南新区党工委书记、市政府党组副书记、副市长，中共河北省委宣传部副部长，河北省文化和旅游厅厅长，2025年3月出任中共沧州市委书记。